# Philip Bradbourn
Philip Charles Bradbourn (9. august 1951 - 19. december 2014) var en britisk politiker. Han blev i 1999 britisk medlem af Europa-Parlamentet, valgt for Konservative Parti (UK) (indgik i parlamentsgruppen ECR).